# Simone Facey
Simone Facey (née le 7 mai 1985 dans la Paroisse de Manchester) est une athlète jamaïcaine spécialiste du sprint.

## Biographie
Elle remporte les Carifta Games en 2001 chez les cadets sur 100 m et 200 m, et participe la même année aux championnats du monde cadets où elle termine au pied du podium sur 100 m.
En 2002, elle devient championne du monde junior du relais 4 x 100 m et vice-championne du monde sur 100 m à l'occasion des mondiaux de la catégorie, à domicile à Kingston.
En 2007, elle améliore ses records à 11 s 16 et 22 s 49, puis décroche une médaille d'argent au relais 4 x 100 m lors des championnats du monde 2007 à Osaka.
L'année suivante, elle descend pour la première fois sous les 11 secondes au 100 m, en réalisant dès le mois de mai 10 s 95. Néanmoins, elle est éliminée en demi-finale des championnats nationaux sur la distance, puis termine 5e de la finale du 200 m en 22 s 25 (record personnel), et échoue ainsi à se qualifier pour les Jeux olympiques de Pékin.
En 2009, elle remporte le titre mondial du 4 x 100 m à l'occasion des championnats du monde de Berlin, et termine 6e de la finale du 200 m.
En 2011, elle décroche une médaille d'argent sur 200 m aux Jeux panaméricains de Guadalajara (22 s 86). Quatre ans plus tard, elle s'empare du bronze lors de l'édition se déroulant à Toronto, en 22 s 74, derrière les Américaines Kaylin Whitney et Kyra Jefferson, ainsi que l'argent sur 4 x 100 m, derrière l'équipe des États-Unis. Cette année-là, elle signe 22 s 55, son meilleur temps depuis 2008.
En 2016, elle bat plusieurs fois son record en salle, en 7 s 18, puis 7 s 17 et enfin 7 s 14 à Eaubonne. Sélectionnée sur la distance aux championnats du monde en salle de Portland, elle atteint les demi-finales (4e de sa demi-finale en 7 s 21). En plein air, elle signe 11 s 00 sur 100 m pour sa rentrée estivale, le deuxième temps de sa carrière après les 10 s 95 de 2008. Sur 200 m, elle commence sa saison au World Challenge Beijing sur 200 m en 22 s 63, derrière sa compatriote Veronica Campbell-Brown (22 s 29). Aux Championnats de Jamaïque, servant de sélections pour les Jeux olympiques, elle termine à la cinquième place du 100 m (11 s 11) et remporte le 200 m en 22 s 65, ce résultat lui permettant d'être sélectionnée pour la première fois aux Jeux, à 31 ans.
Aux Jeux olympiques de Rio de Janeiro, elle échoue de peu à se qualifier pour la finale du 200 m, terminant troisième de sa demi-finale en 22 s 57. Au relais 4 x 100 m, elle devient vice-championne olympique grâce à sa participation en séries, l'équipe de Jamaïque terminant deuxième de la finale en 41 s 36, derrière les États-Unis (41 s 01). A 31 ans, Simone Facey décroche sa première médaille olympique. Elle conclut sa saison en terminant 5e du 200 m à Zurich en 22 s 50, son meilleur chrono depuis 2008.
En 2017, elle devient vice-championne de Jamaïque du 100 m (11 s 05) et du 200 m (22 s 74), décrochant ainsi sa place pour les Championnats du monde de Londres. Dans la capitale britannique, elle est demi-finaliste sur les deux épreuves (11 s 23 et 23 s 01) puis remporte la médaille de bronze au relais, derrière les États-Unis et la Grande-Bretagne.
6e du 100m et 5e du 200 m aux championnats nationaux de 2019, performances insuffisantes pour être sélectionnée aux Championnats du monde de Doha, elle met un terme à sa carrière sportive.

## Palmarès
| Date | Compétition                              | Lieu             | Résultat | Épreuve   | Marque        |
| ---- | ---------------------------------------- | ---------------- | -------- | --------- | ------------- |
| 2001 | Championnats du monde jeunesse           | Debrecen         | 4e       | 100 m     | 11 s 83       |
| 2002 | Championnats du monde juniors            | Kingston         | 2e       | 100 m     | 11 s 43       |
| 2002 | Championnats du monde juniors            | Kingston         | 1re      | 4 × 100 m | 43 s 40       |
| 2003 | Championnats panaméricains juniors       | Bridgetown       | 2e       | 4 × 100 m | 44 s 24       |
| 2007 | Championnats du monde                    | Osaka            | 2e       | 4 × 100 m | 42 s 01       |
| 2009 | Championnats du monde                    | Berlin           | 6e       | 200 m     | 22 s 80       |
| 2009 | Championnats du monde                    | Berlin           | 1re      | 4 × 100 m | 42 s 06       |
| 2011 | Championnats d'Am. cent. et des Caraïbes | Mayagüez         | 3e       | 100 m     | 11 s 39       |
| 2011 | Championnats d'Am. cent. et des Caraïbes | Mayagüez         | 2e       | 4 × 100 m | 43 s 63       |
| 2011 | Jeux panaméricains                       | Guadalajara      | 2e       | 200 m     | 22 s 86       |
| 2014 | Relais mondiaux de l'IAAF                | Nassau           | 3e       | 4 × 200 m | 1 min 30 s 04 |
| 2015 | Relais mondiaux de l'IAAF                | Nassau           | 1re      | 4 × 100 m | 42 s 14       |
| 2015 | Jeux panaméricains                       | Toronto          | 3e       | 200 m     | 22 s 74       |
| 2015 | Jeux panaméricains                       | Toronto          | 2e       | 4 x 100 m | 42 s 68       |
| 2016 | Jeux olympiques                          | Rio de Janeiro   | 2e       | 4 x 100 m | 41 s 36       |
| 2016 | Ligue de diamant                         | Ligue de diamant | 3e       | 200 m     | détails       |
| 2017 | Relais mondiaux de l'IAAF                | Nassau           | 2e       | 4 x 100 m | 42 s 95       |
| 2017 | Championnats du monde                    | Londres          | 3e       | 4 x 100 m | 42 s 19       |
| 2017 | Ligue de diamant                         | Ligue de diamant | 7e       | 200 m     | 22 s 80       |

## Records
| Épreuve | Performance        | Lieu     | Date           |
| ------- | ------------------ | -------- | -------------- |
| 60 m    | 7 s 14             | Eaubonne | 9 février 2016 |
| 100 m   | 10 s 95 (+1,8 m/s) | Boulder  | 18 mai 2008    |
| 200 m   | 22 s 25 (+1,1 m/s) | Kingston | 29 juin 2008   |